# Château-du-Loir
Château-du-Loir és un municipi francès situat al departament del Sarthe i a la regió de País del Loira. L'any 2007 tenia 4.730 habitants.

## Demografia

### Població
El 2007 la població de fet de Château-du-Loir era de 4.730 persones. Hi havia 2.264 famílies de les quals 992 eren unipersonals (372 homes vivint sols i 620 dones vivint soles), 668 parelles sense fills, 372 parelles amb fills i 232 famílies monoparentals amb fills.
La població ha evolucionat segons el següent gràfic:
Habitants censats

### Habitatges
El 2007 hi havia 2.664 habitatges, 2.306 eren l'habitatge principal de la família, 81 eren segones residències i 277 estaven desocupats. 1.768 eren cases i 887 eren apartaments. Dels 2.306 habitatges principals, 1.184 estaven ocupats pels seus propietaris, 1.097 estaven llogats i ocupats pels llogaters i 25 estaven cedits a títol gratuït; 68 tenien una cambra, 224 en tenien dues, 717 en tenien tres, 692 en tenien quatre i 605 en tenien cinc o més. 1.237 habitatges disposaven pel capbaix d'una plaça de pàrquing. A 1.194 habitatges hi havia un automòbil i a 540 n'hi havia dos o més.

### Piràmide de població
La piràmide de població per edats i sexe el 2009 era:
| Homes | Edats   | Dones |
| ----- | ------- | ----- |
| 8     | 95 o +  | 24    |
| 8     | 90 a 94 | 80    |
| 52    | 85 a 89 | 112   |
| 52    | 80 a 84 | 80    |
| 144   | 75 a 79 | 168   |
| 100   | 70 a 74 | 208   |
| 168   | 65 a 69 | 212   |
| 124   | 60 a 64 | 164   |
| 104   | 55 a 59 | 152   |
| 152   | 50 a 54 | 176   |
| 152   | 45 a 49 | 156   |
| 196   | 40 a 44 | 148   |
| 124   | 35 a 39 | 120   |
| 120   | 30 a 34 | 172   |
| 200   | 25 a 29 | 144   |
| 168   | 20 a 24 | 156   |
| 132   | 15 a 19 | 132   |
| 84    | 10 a 14 | 148   |
| 152   | 5 a 9   | 152   |
| 84    | 0 a 4   | 100   |

## Economia
El 2007 la població en edat de treballar era de 2.675 persones, 1.830 eren actives i 845 eren inactives. De les 1.830 persones actives 1.554 estaven ocupades (786 homes i 768 dones) i 276 estaven aturades (143 homes i 133 dones). De les 845 persones inactives 335 estaven jubilades, 270 estaven estudiant i 240 estaven classificades com a «altres inactius».

### Ingressos
El 2009 a Château-du-Loir hi havia 2.318 unitats fiscals que integraven 4.655,5 persones, la mediana anual d'ingressos fiscals per persona era de 15.471 €.

### Activitats econòmiques
Dels 277 establiments que hi havia el 2007, 2 eren d'empreses extractives, 8 d'empreses alimentàries, 5 d'empreses de fabricació de material elèctric, 19 d'empreses de fabricació d'altres productes industrials, 23 d'empreses de construcció, 54 d'empreses de comerç i reparació d'automòbils, 11 d'empreses de transport, 26 d'empreses d'hostatgeria i restauració, 2 d'empreses d'informació i comunicació, 16 d'empreses financeres, 10 d'empreses immobiliàries, 29 d'empreses de serveis, 47 d'entitats de l'administració pública i 25 d'empreses classificades com a «altres activitats de serveis».
Dels 81 establiments de servei als particulars que hi havia el 2009, 1 era una oficina d'administració d'Hisenda pública, 1 oficina del servei públic d'ocupació, 1 oficina de correu, 9 oficines bancàries, 1 funerària, 6 tallers de reparació d'automòbils i de material agrícola, 1 taller d'inspecció tècnica de vehicles, 2 autoescoles, 4 paletes, 5 guixaires pintors, 3 fusteries, 4 lampisteries, 2 electricistes, 2 empreses de construcció, 10 perruqueries, 3 veterinaris, 4 agències de treball temporal, 15 restaurants, 3 agències immobiliàries, 1 tintoreria i 3 salons de bellesa.
Dels 34 establiments comercials que hi havia el 2009, 1 era un hipermercat, 2 supermercats, 2 grans superfícies de material de bricolatge, 4 fleques, 5 carnisseries, 1 una llibreria, 5 botigues de roba, 2 sabateries, 1 una botiga d'electrodomèstics, 1 una botiga de mobles, 3 botigues de material esportiu, 2 joieries i 5 floristeries.
L'any 2000 a Château-du-Loir hi havia 13 explotacions agrícoles que ocupaven un total de 390 hectàrees.

## Equipaments sanitaris i escolars
El 2009 hi havia 1 hospital de tractaments de curta durada, 1 hospital de tractaments de mitja durada (seguiment i rehabilitació), 1 un hospital de tractaments de llarga durada, 1 psiquiàtric, 1 centre d'urgències, 4 farmàcies i 2 ambulàncies.
El 2009 hi havia 2 escoles maternals i 3 escoles elementals. A Château-du-Loir hi havia 2 col·legis d'educació secundària, 1 liceu d'ensenyament general i 1 liceu tecnològic. Als col·legis d'educació secundària hi havia 771 alumnes, als liceus d'ensenyament general n'hi havia 360 i als liceus tecnològics 474.

## Poblacions més properes
El següent diagrama mostra les poblacions més properes.